# Östen Mäkitalo
Östen Mäkitalo (27 de agosto de 1938 - 16 de junio de 2011) fue un ingeniero eléctrico sueco. Es considerado el padre del sistema de la Telefonía Móvil Nórdica y muchas veces el padre de la telefonía móvil.

## Inventos e investigaciones
Mäkitalo ayudó el desarrollo de los primeros celulares y fue la figura clave en el desarrollo de GSM. Además, ha participado en el desarrollo de la tecnología de sonido de la televisión digital y televisión digital terrestre.